# Маруашвілі Леван Йосипович
Леван Йосипович Маруашвілі (груз. ლევან იოსების ძე მარუაშვილი; 25 жовтня 1912, Новочеркаськ — 5 грудня 1992, Тбілісі) — грузинський географ, доктор географічних наук (1954), професор (1965). Видатний дослідник географії Грузії. Заслужений учений Грузії (1966).

## Біографія
У 1938 році закінчив географо-геологічний факультет Тбіліського університету. Працював в Інституті географії імені Вахушти, спеціалізуючись в таких галузях науки як геоморфологія, палеогеографія, спелеологія і гляціологія.
Маруашвілі за усю свою наукову діяльність написав більше 500 наукових праць, які і зараз не втратили своє значення. Його основний предмет дослідження — геоморфологія. Слід зазначити, що після його інтенсивних досліджень були детально вивчені окремі геоморфологічні райони Грузії.
Після комплексного вивчення території Грузії була опублікована велика фундаментальна монографія під назвою «Геоморфологія Грузії» (головний редактор Л. Маруашвілі), яка для грузинських географів досі є настільною книгою. За цю працю Л. Маруашвілі отримав в 1970-і рр. золоту медаль ім. Миколи Пржевальського від Географічного Товариства СРСР.
У його науковій діяльності одне з головних місць займає спелеологія. Він у своїх капітальних працях детально розглянув вік карстових рельєфних форм Грузії. Для дослідження печер він організував найважливіші спелеологічні експедиції. Особливо потрібно відмітити експедиції в печерах Цуцхвати в Західній Грузії. У 1973 р. він опублікував велику наукову працю «Основа спелеології». Найважливіші праці присвятив також палеогеографії. У Москві в 1985 р. вийшов російською мовою складений Л. Маруашвілі «Палеогеографічний словник». Він також створив перші фундаментальні праці по фізичній географії Кавказу.
Л. Маруашвілі написав більше 20 капітальних монографій. Успішно працював для вивчення картографічної спадщини Вахушті Багратіоні.
1920-1930 рр. займався альпінізмом. За цей період він підкорив декілька найважливіших вершин. У 1929 р. піднявся на вершину Брутсабдзел (Джавський хребет, 3670 м), також потрібно відмітити сходження на Куро (хребет Куро, 4041 м), Казбек (Хохський хребет, 5047 м) і так далі. Брав участь в експедиції в Памір.
Л. Маруашвілі відіслав декілька десятків статей в грузинську радянську енциклопедію. У 1985 р. видатного вченого професора Л. Маруашвілі нагородили грузинською державною премією за заслуги в науковій діяльності.